# Alina Văcariu
Alina Văcariu (n. 14 decembrie 1984, Suceava) este un fotomodel din România.
A câștigat titlul „Modelul Anului 1998” în România, pe când avea doar 14 ani, iar, ulterior, a semnat un contract cu agenția internațională „Elite Model Management" și a avut prezentări de modă pentru designeri celebri.
În 2005 a fost distribuită într-un rol în „Death of a Dynasty“, o comedie în regia lui Damon Dash.